# Velilla de Cinca
Velilla de Cinca (aragónul: Viliella de Cinca, katalánul: Vilella de Cinca) község Spanyolországban, Huesca tartományban. Velilla de Cinca Zaidín, Fraga és Ballobar községekkel határos. Lakosainak száma 507 fő (2024).

## Népesség
A település népessége az utóbbi években az alábbiak szerint változott:
| Lakosok száma | 476  | 441  | 482  | 465  | 452  | 461  | 448  | 461  | 476  | 507  |
|               | 2001 | 2004 | 2007 | 2009 | 2012 | 2014 | 2017 | 2019 | 2022 | 2024 |